# Wilfred Harris
Wilfred Harris (1869 – 1960) è stato un neurologo inglese.

## Biografia
Famoso per aver dato il suo nome ad una forma di nevralgia, chiamata da lui "migrante" in seguito divenne nota con il termine cefalea a grappolo Fu lui il primo a distinguere tale forma dalle altre, evidenziando il lungo periodo di presenza del dolore e il fatto che si mostrava alternativamente nei due emisferi.